# Estación de San Martín de Rubiales
San Martín de Rubiales fue una estación de ferrocarril situada en el municipio español de San Martín de Rubiales, en la provincia de Burgos. Las instalaciones formaban parte de la línea Valladolid-Ariza y estuvieron en servicio entre 1895 y 1994.

## Historia
Tras varios años de obras, la línea Valladolid-Ariza fue abierta al tráfico en 1895. Los trabajos de construcción corrieron a cargo de la compañía MZA, que en el municipio de San Martín de Rubiales levantó una estación de 4.ª clase. Además de un edificio de viajeros, el complejo ferroviario disponía de un muelle de mercancías, varias vías de sobrepaso y vías muertas. En 1941, con la nacionalización del ferrocarril de ancho ibérico, las instalaciones pasaron a manos de RENFE.
En 1982 la estación fue rebajada a la categoría de apeadero-cargadero sin personal adscrito, reflejo de la decadencia que vivía la línea en aquellos años. Debido a su proximidad al desguace de la estación de Aranda de Duero-Chelva, las instalaciones de San Martín de Rubiales fueron utilizadas para estacionar unidades a la espera de ser desguazadas. En 1985 la estación, al igual que el resto de la línea, fue cerrada al tráfico de pasajeros. Fue reclasificada como cargadero y se mantuvo todavía operativa para los trenes de mercancías. Dejó de prestar servicio con la clausura definitiva de toda la línea en 1994.